# Hotel Forum w Krakowie
Hotel Forum w Krakowie – nieczynny hotel, znajdujący się w Krakowie przy ul. Marii Konopnickiej 28.

## Historia
Budowa hotelu na podstawie projektu Janusza Ingardena rozpoczęła się w 1978 i trwała ponad 10 lat. Oficjalne otwarcie nastąpiło 15 maja 1988. W tych czasach był jednym z najnowocześniejszych budynków w Krakowie. Hotel miał cztery gwiazdki i został włączony do systemu hotelowego IHG. Posiadał 278 pokoi, w tym 19 jednoosobowych i 15 apartamentów, był w pełni klimatyzowany. Wewnątrz działały 2 restauracje, grill bar oraz drink bar. Na terenie hotelu znajdował się dwupoziomowy parking, na którego dolne piętro zjechać można było bezpośrednio windą. Hotel posiadał m.in. drzwi na fotokomórkę, automatyczne spłukiwanie wody w WC, a także elektroniczny zegar zewnętrzny wraz z termometrem i kalendarzem. W hotelu znajdowały się także: basen, sauna, solarium, studio odnowy biologicznej, korty tenisowe, minigolf, sklep Pewex, butik, sklep z pamiątkami, fryzjer, biuro podróży, pralnia, kwiaciarnia, kantor, kiosk, perfumeria, punkt opieki nad dziećmi oraz kasyno. Budynek posiadał 6 sal konferencyjnych mogących pomieścić do 600 osób. W salach tych poza spotkaniami i konferencjami odbywały się także okolicznościowe imprezy, np. studniówki.
1 stycznia 2001 Orbis włączył swój czterogwiazdkowy hotel do marki Sofitel sieci Accor (inwestora strategicznego Orbis S.A.), z której szyldem funkcjonował aż do zamknięcia 10 listopada 2002. Jako przyczynę zamknięcia podano wówczas wady konstrukcyjne wynikające z nasiąkania fundamentów i zalewania piwnic przez wody płynącej obok Wisły. W 2007 r. Urząd Nadzoru Budowlanego sprawdził stan konstrukcji obiektu, która okazała się być wciąż w dobrym stanie.
Budynek jest własnością firmy Wawel-Imos i służył przez kilkanaście lat jako najdłuższy w Polsce billboard (wzdłuż całej elewacji rozwijane były ogromne reklamy). Powódź, która nawiedziła Kraków w maju 2010, zalała parkingi i sklepy znajdujące się w piwnicach budynku.
Od 2013 w części budynku działa klubokawiarnia Forum Przestrzenie, poza tym od 2019 szkoła tańca – Forum Tańca oraz w miejscu dawnych Forum Wydarzeń – od 2020 Hala Forum.
Trwają dyskusje co do przyszłości budynku. Jego dalsze użytkowanie w charakterze zgodnym z pierwotnym przeznaczeniem, czyli jako hotelu, jest niemożliwe z uwagi na przepisy budowlane, które wymagają, aby pomieszczenia miały wysokość co najmniej 2,70 m (kiedy kondygnacje Forum cechuje wysokość między 2,20 a 2,42 m).